# Stanisław Bobak
Stanisław Bobak (* 12. März 1956 in Ząb bei Zakopane; † 12. November 2010 ebenda) war ein polnischer Skispringer.

## Werdegang
Er nahm als Sechzehnjähriger erstmals an der Vierschanzentournee teil. Seit Mitte der 1970er Jahre bis zu seinem Rücktritt nach der Weltcup-Saison 1980/81 zählte er zur Weltspitze im Skispringen. Bei der Vierschanzentournee 1974/75 wurde er Fünfter der Gesamtwertung, im Jahr darauf Sechster. Beim in der Saison 1979/80 erstmals ausgetragenen Skisprung-Weltcup wurde er Dritter der Gesamtwertung, zudem gelang ihm beim Weltcup-Springen am 26. Januar 1980 auf seiner Heimschanze in Zakopane sein einziger Sieg auf internationaler Ebene.
Seine größten Erfolge feierte er auf nationaler Ebene: auf der Großschanze (K90) wurde Bobak 1976, 1978, 1979 und 1981 polnischer Meister, in den Jahren 1975 und 1977 Vizemeister sowie 1980 Dritter; auf der Kleinschanze (K70) gewann er 1976, 1978, 1979, 1981 und wurde 1975, 1977, 1980 Zweiter.
Nachdem Bobak bei den Olympischen Winterspielen 1976 in Innsbruck noch 28. von der Normalschanze und 37. von der Großschanze wurde, erreichte er bei den Olympischen Winterspielen 1980 in Lake Placid den 10. Platz von der Normal- und den 22. Platz von der Großschanze.
Im Alter von nur 25 Jahren musste Bobak seine aktive Skisprungkarriere wegen einer schweren Wirbelsäulenverletzung beenden.

## Erfolge

### Weltcupsiege im Einzel
| Nr. | Datum           | Ort      | Typ  |
| --- | --------------- | -------- | ---- |
| 1.  | 26. Januar 1980 | Zakopane | K-82 |

### Europacup-Siege im Einzel
| Nr. | Datum           | Ort         | Typ           |
| --- | --------------- | ----------- | ------------- |
| 1.  | 16. Januar 1981 | Chamonix    | Normalschanze |
| 2.  | 18. Januar 1981 | Les Brassus | K-104         |

## Statistik

### Weltcup-Platzierungen
| Saison  | Platz | Punkte |
| ------- | ----- | ------ |
| 1979/80 | 03.   | 130    |
| 1980/81 | 46.   | 015    |

### Vierschanzentournee-Platzierungen
| Saison  | Platz | Punkte |
| ------- | ----- | ------ |
| 1972/73 | 31.   | 765,5  |
| 1973/74 | 81.   | 561,6  |
| 1974/75 | 05.   | 839,4  |
| 1975/76 | 06.   | 851,4  |
| 1976/77 | 19.   | 790,4  |
| 1978/79 | 21.   | 685,3  |
| 1979/80 | 36.   | 716,5  |
| 1980/81 | 21.   | 792,7  |